# Сигетац
Сигетац (до 1991. Сигетац Новски) је насељено место у саставу града Новске, у западној Славонији, Република Хрватска.

## Становништво
Насеље је према попису становништва из 2011. године имало 122 становника.
| Националност       | 1991.        |
| Хрвати             | 162 (95,29%) |
| Срби               | 0            |
| Југословени        | 2 (1,17%)    |
| остали и непознато | 6 (3,52%)    |
| Укупно             | 170          |